# Sven-Erik Bucht

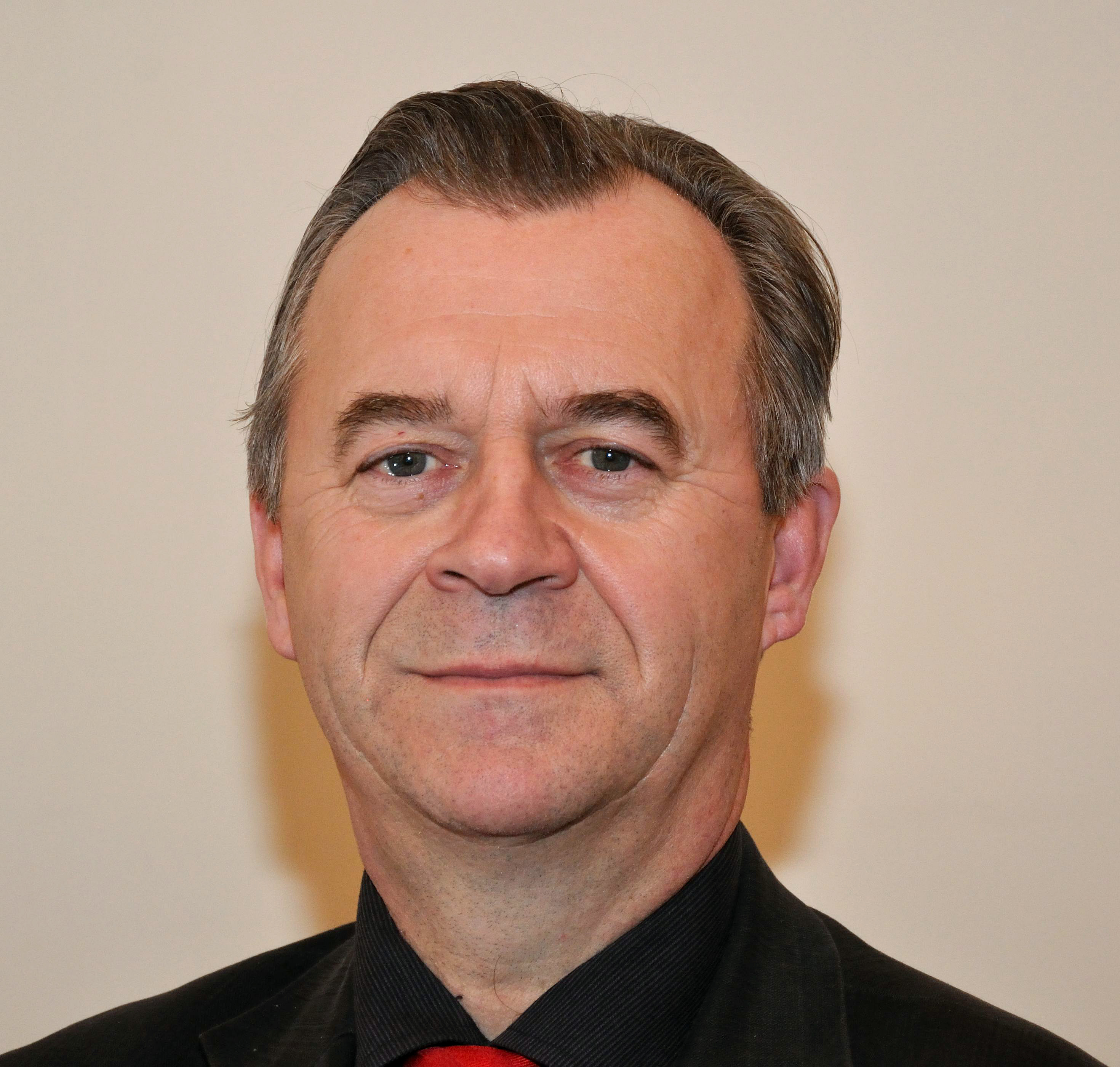
Sven-Erik Bucht

Sven-Erik Bucht é um político sueco, do Partido Social-Democrata.
Foi Ministro do Meio Rural no Governo Löfven  em 2014-2019.